# Ковзанярський спорт на зимових Олімпійських іграх 1972

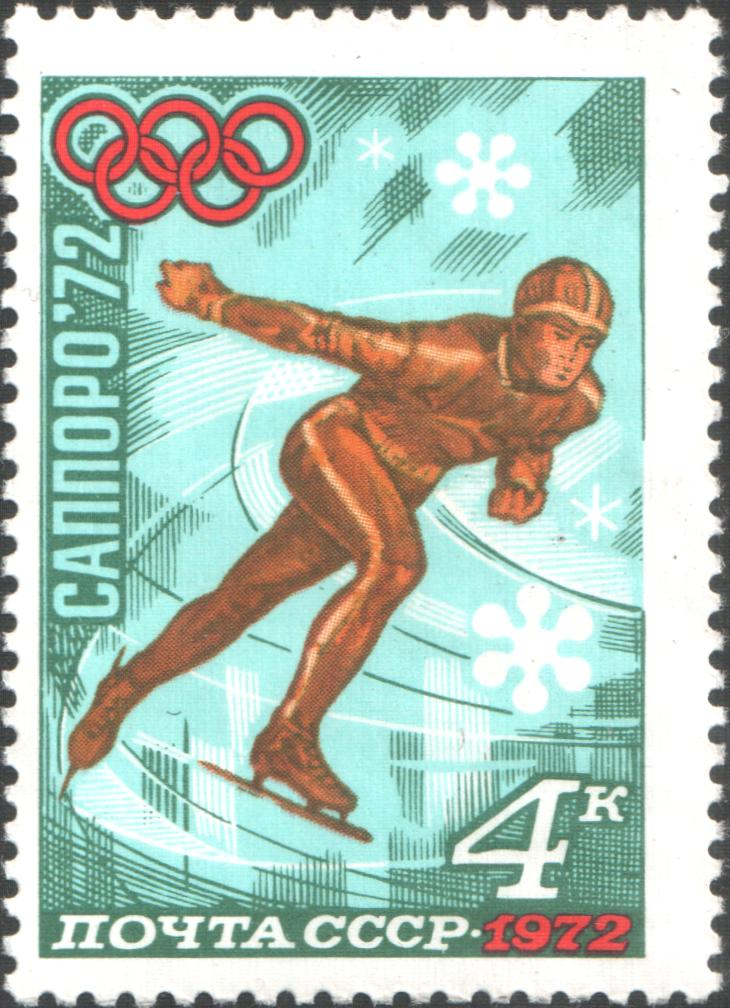
Радянська поштова марка 1972 року. Зимові Олімпійські ігри в Саппоро.

Змагання з ковзанярського спорту на зимових Олімпійських іграх 1972 тривали з 4 до 12 лютого на Відкритому стадіоні Макоманай у Саппоро (Японія). Розіграно 8 комплектів нагород. Це були перші Олімпійські ігри, на яких електронний годинник фіксував соті частки секунди.

## Чемпіони та призери

### Таблиця медалей
| Місце               | Країна              | Золото | Срібло | Бронза | Загалом |
| ------------------- | ------------------- | ------ | ------ | ------ | ------- |
| 1                   | Нідерланди (NED)    | 4      | 3      | 2      | 9       |
| 2                   | США (USA)           | 2      | 1      | 1      | 4       |
| 3                   | ФРН (FRG)           | 2      | 0      | 0      | 2       |
| 4                   | Норвегія (NOR)      | 0      | 2      | 2      | 4       |
| 5                   | СРСР (URS)          | 0      | 1      | 2      | 3       |
| 6                   | Швеція (SWE)        | 0      | 1      | 1      | 2       |
| Загалом (6 збірних) | Загалом (6 збірних) | 8      | 8      | 8      | 24      |

### Чоловіки
| Дисципліна   | Золото                            | Золото        | Срібло                        | Срібло   | Бронза                  | Бронза   |
| ------------ | --------------------------------- | ------------- | ----------------------------- | -------- | ----------------------- | -------- |
| 500 метрів   | Ергард Келлер · Західна Німеччина | 39.44 (OR)    | Гассе Бер'єс · Швеція         | 39.69    | Валерій Муратов · СРСР  | 39.80    |
| 1500 метрів  | Адріанус Схенк · Нідерланди       | 2:02.96 (OR)  | Роар Ґренвольд · Норвегія     | 2:04.26  | Йоран Класон · Швеція   | 2:05.89  |
| 5000 метрів  | Адріанус Схенк · Нідерланди       | 7:23.61       | Роар Ґренвольд · Норвегія     | 7:28.18  | Стен Стенсен · Норвегія | 7:33.39  |
| 10000 метрів | Адріанус Схенк · Нідерланди       | 15:01.35 (OR) | Корнеліс Веркерк · Нідерланди | 15:04.70 | Стен Стенсен · Норвегія | 15:07.08 |

### Жінки
| Дисципліна  | Золото                           | Золото       | Срібло                          | Срібло  | Бронза                          | Бронза  |
| ----------- | -------------------------------- | ------------ | ------------------------------- | ------- | ------------------------------- | ------- |
| 500 метрів  | Анне Геннінґ · США               | 43.33 (OR)   | Віра Краснова · СРСР            | 44.01   | Людмила Титова · СРСР           | 44.45   |
| 1000 метрів | Моніка Пфлуґ · Західна Німеччина | 1:31.40 (OR) | Атьє Келен-Делстра · Нідерланди | 1:31.61 | Анне Геннінґ · США              | 1:31.62 |
| 1500 метрів | Даянн Голум · США                | 2:20.85 (OR) | Стін Кайсер · Нідерланди        | 2:21.05 | Атьє Келен-Делстра · Нідерланди | 2:22.05 |
| 3000 метрів | Стін Кайсер · Нідерланди         | 4:52.14 (OR) | Даянн Голум · США               | 4:58.67 | Атьє Келен-Делстра · Нідерланди | 4:59.91 |

## Рекорди
Побито олімпійські рекорди в 7-ми дисциплінах із восьми.
| Дисципліна              | Дата      | Збірна               | Час      | OR | WR |
| ----------------------- | --------- | -------------------- | -------- | -- | -- |
| 500 метрів (чоловіки)   | 5 лютого  | Ергард Келлер (FRG)  | 39.44    | OR |    |
| 1500 метрів (чоловіки)  | 6 лютого  | Адріанус Схенк (NED) | 2:02.96  | OR |    |
| 10000 метрів (чоловіки) | 7 лютого  | Адріанус Схенк (NED) | 15:01.35 | OR |    |
| 500 метрів (жінки)      | 10 лютого | Анне Геннінґ (USA)   | 43.33    | OR |    |
| 1000 метрів (жінки)     | 11 лютого | Моніка Пфлуґ (FRG)   | 1:31.40  | OR |    |
| 1500 метрів (жінки)     | 9 лютого  | Даянн Голум (USA)    | 2:20.85  | OR |    |
| 3000 метрів (жінки)     | 12 лютого | Стін Кайсер (NED)    | 4:52.14  | OR |    |

## Країни-учасниці
У змаганнях з ковзанярського спорту на Олімпійських іграх у Саппоро взяли участь спортсмени 18-ти країн.
- Австралія (2)
- Австрія (1)
- Канада (10)
- Фінляндія (6)
- Франція (1)
- НДР (2)
- Західна Німеччина (7)
- Велика Британія (2)
- Італія (2)
- Японія (13)
- КНДР (6)
- Південна Корея (4)
- Монголія (2)
- Нідерланди (10)
- Норвегія (14)
- СРСР (9)
- Швеція (11)
- США (16)